# 村松彩乃
村松 彩乃（むらまつ あやの、1989年8月20日 - ）は、日本の女性ファッションモデル。埼玉県出身。2008年、日本スイムスーツ協会5代目キャンペーンモデルに選ばれる。

## 出演
- サタデーバリューフィーバー たった3行でつかむ極意（2009年7月25日、日本テレビ）
- 恋のから騒ぎ ドラマスペシャル（2009年9月25日、日本テレビ）